# Малая Мушка
Малая Мушка (мар. Изи Мушко) — деревня в Сернурском районе Республики Марий Эл. Входит в состав Чендемеровского сельского поселения.

## География
Находится в северо-восточной части республики Марий Эл на расстоянии приблизительно 5 км на юго-запад от районного центра посёлка Сернур.

## История
Известна с 1834 году как деревня, где насчитывался 91 житель. В 1858 году в 18 дворах числился 131 человек. В 1885 году в 25 дворах проживали 149 человек. В 1944 году числилось 34 двора. В 1975 году — 23 двора, 120 жителей. В 2005 году отмечено 13 дворов. В советское время работал колхоз «Мушка».

## Население
Население составляло 42 человека (мари 100 %) в 2002 году, 46 в 2010.